# Jaleshwor
Jaleshwor  (Nepalês: जलेश्वर) é uma cidade do Nepal, da zona Janakpur, sede do distrito Mahottari. Localiza-se a uma altitude de 53 metros e tem cerca de 23533 habitantes (2011). Fica junto à fronteira com a Índia em Bihar.
1. ↑  Jaleswar, Nepal Page - Falling Rain Genomics